# Madagasikara
Madagasikara ist eine Gattung tropischer Süßwasserschnecken aus der Familie der Pachychilidae.

## Merkmale
Madagasikara-Arten haben in der Regel verhältnismäßig große und hoch getürmte Schalen und verfügen oft über eine stark ausgeprägte Skulptur aus entweder spiralen oder axialen Elementen. Besonders charakteristisch ist das Vorhandensein eines Atemkanals an der unteren Innenseite der Schalenöffnung. Wie alle Vertreter der Pachychilidae besitzen die Arten der Gattung ein ovales, multispirales und nahezu konzentrisches Operculum.
Die meisten Arten sind ovipar, jedoch ist auch zumindest eine Art, M. vivipara, ovovivipar. Weibchen dieser Art halten Eier und sich entwickelnde Jungtiere in der Mantelhöhle zurück.

## Taxonomie
Der Name der Gattung leitet sich von dem madagassischen Wort für Madagaskar her. In früheren Werken wurden Arten dieser Gruppe anderen Gattungen zugeordnet, wie etwa Melania, Pirena oder insbesondere Melanatria. Allerdings sind diese Namen aus taxonomischen Gründen nicht für diese madagassischen Schnecken verfügbar.

## Verbreitung
Madagasikara ist endemisch in Madagaskar und kommt auf der gesamten Insel, außer im äußersten, recht trockenen Süden, in vorwiegend schnell fließenden, sauerstoffreichen Fließgewässern vor.

## Arten

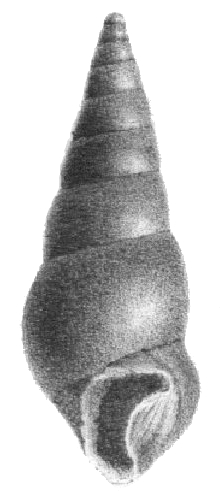
Madagasikara madagascariensis

Derzeit sind sechs Arten beschrieben:
- Madagasikara johnsoni (E. A. Smith, 1882)[1]
- Madagasikara madagascariensis (Grateloup, 1840)[1][3]
- Madagasikara spinosa (Lamarck, 1822)[4] – Typusart, Synonym: Melanatria fluminea[1]
- Madagasikara vazimba Köhler & Glaubrecht, 2010[1]
- Madagasikara vivipara Köhler & Glaubrecht, 2010[1]
- Madagasikara zazavavindrano Köhler & Glaubrecht, 2010[1]